# Lack (Lublin)
Lack [pronunciación en polaco: /lat͡sk/] es un pueblo ubicado en el distrito administrativo de Gmina Hanna, dentro del Condado de Włodawa, Voivodato de Lublin, en Polonia oriental, cercano a la frontera con Bielorrusia. Se encuentra aproximadamente a 9 kilómetros al suroeste de Hanna, a 14 kilómetros al noroeste de Włodawa, y a 76 kilómetros al noreste de la capital regional Lublin.
En 1997 el pueblo tuvo una población de 780 habitantes.